# Kubáňská lidová republika
Kubáňská lidová republika (rusky Кубанская Народная Республика, Kubanskaja Narodnaja Respublika; ukrajinsky Кубанська Народна Республіка, Kubanska Narodna Respublika), zkráceně KLR (КНР, KNR), byl krátkou dobu existující státní útvar na historickém území Kubáně (jihozápadní Rusko). Nezávislá republika byla vyhlášena tzv. Kubáňskou radou místních kozáků v lednu 1918. Po dobu své existence byla silně antikomunistická, kozáci spolupracovali s Bílou armádou v boji proti bolševikům. Zanikla po obsazení Kubáně Rudou armádou v říjnu roku 1920.

## Předcházející události
V době carského Ruska byla Kubáň jednou z mnoha gubernií. Západní část byla spravována černomořskými kozáky, východ spravovali kozáci donští. Kozáci byli v Kubáni usazeni v letech 1793–94, aby bránili ruské území před čerkeskými nájezdníky z Kavkazu a zároveň proráželi cestu ruské expanzi na jih. Kavkazské národy byly nakonec poraženy v kavkazské válce (1817–1864) a kozáci začali tvořit tvrdé jádro ruské armády. Vysloužili si tak vděk cara, který jim na oplátku odpouštěl daně, nechal je volně spravovat jejich území a dával jim mnohá privilegia.
Za vlády cara Alexandra II. proběhly agrární reformy a oblast Kubáně byla cílem mnoha osadníků (především Rusů a Ukrajinců), kteří sem byli posláni kultivovat půdu. Otázka vlastnictví půdy se stala důvodem velkého napětí mezi novými přistěhovalci a starousedlými kozáky.

## Revoluce 1917
Po Únorové revoluci byl svržen car a ruská Prozatímní vláda se rozhodla pokračovat ve světové válce. Výsledkem však byl pouze nezadržitelný kolaps ruské armády. Mnoho kozáků dezertovalo a vrátilo se domů, aby mohli bránit Kubáň před hrozbou turecké invaze z jihu. Byla vytvořená Kubáňská rada, která se v březnu 1917 prohlásila za jediný vládní orgán na Kubáni a červnu 1917 byla vyhlášena Kubáňská lidová republika jako součást nově vzniklého demokratického Ruska.
S Říjnovou revolucí padla Prozatímní vláda a moci se chopili bolševici. Místní populace rolníků byla pod silným vlivem bolševiků, a tak jimi byla vyhlášena Kubáňská sovětská republika. Reakcí na to bylo vyhlášení plně nezávislé Kubáňské lidové republiky Kubáňskou radou. V únoru 1918 rada odhlasovala připojení Kubáně ve formě federace k nově vzniklé Ukrajinské lidové republice.

## Obyvatelstvo
Obyvatelstvo činilo podle sčítání lidu v roce 1897 – 1 472 548 obyvatel, z toho byli majoritní Ukrajinci 915 450 a minoritní Rusové 498 102. Mezi menšiny se dále k Rusům řadily už jen menší uskupení, jako Arméni (21 023) a Němci (7255), Řekové (5747) ale i například Poláci (2611) a Židé (2000). Zajímavostí je, že zde žilo 212 lidí hlásící se k české a slovenské národnosti.

## Ruská občanská válka
Kozáci byli věrní carovi, takže se logicky jejich vojska postavila po boku Bílé armády v boji proti bolševikům. V březnu 1918 vytlačili bělogvardějci Rudou armádu z území Kubáně. Generál Děnikin, vedoucí postava bělogvardějců v oblasti, byl ale velice nespokojen s tamní situací. Nestabilní Rada, ve snaze najít spojence kde se dalo, byla schopna vstoupit do federace s Ukrajinskou lidovou republikou, zároveň se zakrátko nato začlenit do federace s Gruzínskou demokratickou republikou. Mezitím kubáňští velvyslanci ve Francii vyhlašovali úplnou nezávislost své země a zároveň přišli i s myšlenkou na aliance s Horskou republikou.

Téhož měsíce byli posláni velvyslanci na Pařížskou mírovou konferenci (leden 1919 – leden 1920) prosadit nezávislost Kubáně a vyjednat pomoc v boji proti rudým. Rada následně ukončila veškerou spolupráci a podporu Bílé armádě, jelikož generál Děnikin nebyl ochoten uznat nezávislost Kubáně. Rada však nezískala podporu ani jednoho státu Dohody a byla uznána jen Osmanskou říší, Německem a státy vzniklými z rozpadu Ruska (Gruzínskou demokratickou republikou, Ukrajinskou lidovou republikou a Horskou republikou).
16. února 1918 vyhlásila Kubánská legislativní rada Nezávislou Kubánskou lidovou republiku. Několik dní po skončení zasedání přijala schůze členů Rady rezoluci o připojení Kubáně za federálních podmínek k Ukrajině.
Členové Rady podpořili oddělení Ukrajiny od Ruska. Zajímavé je, že i ti nejzarytější zastánci „jednotného a nedělitelného Ruska“, jako je Skobcov, hlasovali pro federaci s Ukrajinou. Dříve byla přijata ústava Nezávislého Kubáně .
Kubáňská lidová republika za svého největšího rozsahu zabírala území dnešního Stavropolského kraje, Krasnodarského kraje až po dnešní Dagestán. V prosinci 1918 bylo Radou odhlasováno, že kubáňský státní celek se bude oficiálně jmenovat Kubáňský kraj v rámci Ukrajinské republiky.
V říjnu 1917 generál Děnikin zaútočil na sídlo rady s podporou některých místních kozáků a zajal deset jejích členů včetně premiéra Kurganského, jenž byl okamžitě popraven za vlastizradu. Kozáci se postavili za Děnikina a byla vytvořena vláda poslušná bělogvardějcům. V prosinci 1919 ale utrpěli bělogvardějci řadu těžkých porážek a představitelé Kubáně začali jednat o opuštění bělogvardějských řad a vstupu do koalice s Gruzií a Ukrajinou na záchranu Kubáně před bolševiky. Avšak začátkem roku 1920 zaútočila Rudá armáda a obsadila velmi rychle celou Kubáň.

## Odkaz KLR
Děnikinova zrada vůči KLR a násilné sesazení Rady bylo podrobeno silné kritice bělogvardějců jako zcela chybný a zrádný čin v kritické době občanské války. Tento čin dopomohl bolševikům k rychlému a snadnému vítězství.
Ukrajinští historici vypracovali alternativní historii. Pokud by se KLR spojila s nově vzniklým ukrajinským státem a Rada aktivněji žádala ukrajinského spojence o vojenské posily, vznikl by tak další silné ohnisko odporu proti bolševikům. S podporou Centrálních mocností a koordinovaného útoku s Kolčakovou armádou na východě by pak bylo možné svrhnout bolševiky. Nikdy se tak ale nestalo a z Kubáně se stala součást sovětského Ruska. Převažující ukrajinské obyvatelstvo bylo postupně odsunuto nebo poruštěno.